# Oliver Svendsen (Fußballspieler)
Oliver Svendsen (* 8. Januar 2004 in Hvide Sande) ist ein dänischer Fußballspieler.

## Vereinsfußball
Oliver Svendsen hatte in Hvide Sande bei BK Klitten Fußball gespielt, bevor er in die Jugendabteilung von Esbjerg fB wechselte. Im Alter von 17 Jahren gab er beim 2:2 am 5. November 2021 im Heimspiel gegen Jammerbugt FC sein Debüt als Profi in der 1. Division (zweithöchste Spielklasse) und erzielte hierbei prompt ein Tor. Spielpraxis sammelte Svendsen in der betreffenden Saison hauptsächlich in der U19.

## Nationalmannschaft
Oliver Svendsen gab am 4. September 2021 beim Freundschaftsspiel im schwedischen Sundsvall gegen Norwegen sein Debüt für die U18 der Dänen.